# Condado de Stephens (Geórgia)
O Condado de Stephens é um dos 159 condados do Estado americano de Geórgia. A sede do condado é Toccoa, e sua maior cidade é Toccoa. O condado possui uma área de 477 km², uma população de 25,435 habitantes, e uma densidade populacional de 55 hab/km² (segundo o censo nacional de 2000). O condado foi fundado em 18 de agosto de 1905.